# توپک‌مرغ

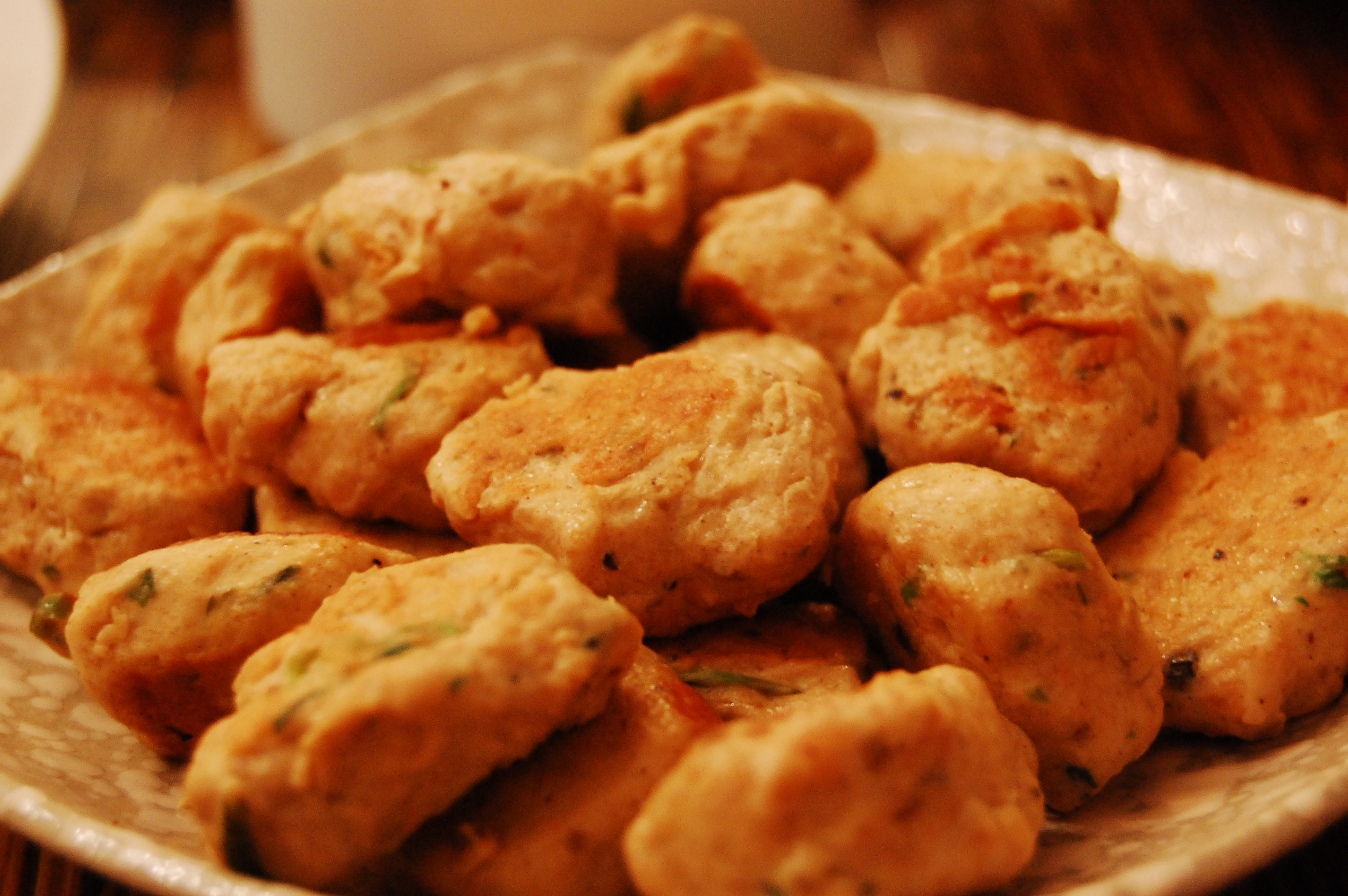
توپک‌های سیر و مرغ

توپک مرغ غذایی است که از تکه‌های کوچک، کروی یا تقریباً کروی مرغ تشکیل شده است. آنها در چندین غذای مختلف تهیه و خورده می‌شوند.

## در غذاهای غربی چینی

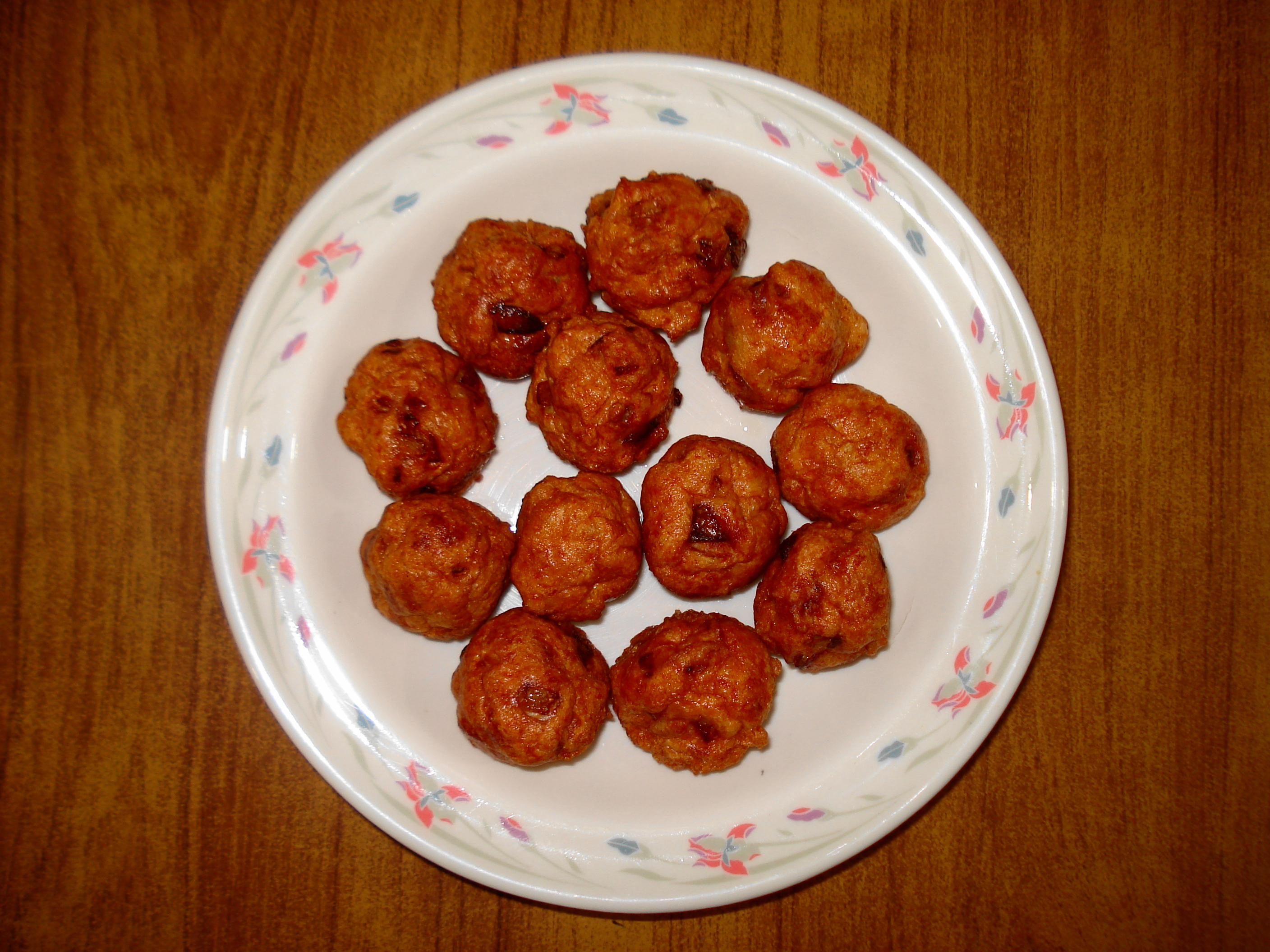
کوفته مرغ از یک رستوران چینی در پاکستان

توپک مرغ نوعی غذای مدرن چینی است که در کانادا، ایالات متحده، بریتانیا، و ایرلند به عنوان غذای اصلی رستوران‌های بیرون‌بر چینی سرو می‌شود. این غذا از تکه‌های کوچک گوشت سینه مرغ سرخ‌شده تشکیل شده که با روکشی از خمیر ترد پوشانده شده‌اند. آنها اغلب با سس کاری، سس ترش و شیرین یا سس آلو سرو می‌شوند. بسته به دستور پخت و نامی که به آن اشاره شده، این غذاها در چین تا حد زیادی ناشناخته هستند. 

## در غذاهای شرق و جنوب شرقی آسیا
نوع دیگری از کوفته‌های مرغ که شبیه ماهی قل‌قلی است در کشورهای شرق و جنوب شرقی آسیا مانند فیلیپین و ژاپن یافت می‌شود.

## در غذاهای دیگر
کوفته‌های مرغ همچنین بخشی از چندین سنت آشپزی دیگر، از جمله غذاهای یهودی ایتالیایی و غذاهای اسلامی هستند.